# Путч 6 февраля 1934 года
Путч 6 февраля 1934 года — антипарламентские уличные протесты и мятеж в Париже, организованные крайне правыми партиями и движениями, одно из важнейших событий периода Третьей республики. Восстание привело к человеческим жертвам (несколько десятков погибших и несколько тысяч раненных — точные данные неизвестны), но закончилось провалом.

## Причины и предпосылки
В 1931 году экономические последствия Великой Депрессии с некоторым опозданием докатились до Франции. Положение среднего класса ухудшилось, на фоне этого правые идеи стали более популярны, чем раньше. Масла в огонь добавила череда коррупционных скандалов и афер, крупнейшей и наиболее громкой из которых стала афера Ставиского и последующие судебные разбирательства, подробно освещавшиеся французской прессой.
С 9 января в Париже состоялось тринадцать демонстраций. Темы избирались стандартные — антисемитизм (Ставиский был натурализованным украинским евреем), ксенофобия, нападки на масонство, к которому имели отношение некоторые фигуранты других скандалов. Тем не менее, спусковым крючком волнений 6 февраля послужила отправка в отставку полицейского префекта Жана Шапе (фр. Jean Chiappe), который сам являлся правым и всячески потворствовал им, смотря сквозь пальцы на беспорядки в Латинском Квартале и иные столкновения правых, левых и монархистов в Париже.

## Ход выступления
В выступлениях принимали участие члены нескольких правых организаций и движений, в том числе монархическое «Французское действие», Патриотическая молодёжь депутата Пьера Таттенже, Французская солидарность предпринимателя Франсуа Коти и офицера-писателя Жана Рено, «Огненные кресты» – ассоциация ветеранов Первой мировой войны, возглавляемая полковником Де ля Роком. Противостояли им силы правопорядка и некоторое количество левых активистов.
В ночь на 6 февраля правые лиги собрали свои силы на Площади Согласия, напротив Национальной ассамблеи, но по другую сторону Сены, под лозунгами «Долой воров!». Силы правопорядка обороняли стратегически важный мост через реку, не давая толпе пересечь её. Им удалось отстоять мост, хотя уровень насилия при противостоянии был весьма высоким. Беспорядки произошли и в некоторых других частях Парижа.
Некоторые мятежники были вооружены. Полиция открыла огонь по толпе. 16 человек погибли, около двух тысяч получили ранения, большинство из них были членами «Аксьон франсез».
Американский журналист Джон Гюнтер (англ. John Gunther) в 1936 году писал, что «Огненные кресты» могли при желании легко захватить Палату Депутатов. Но полковник Де ля Рок не стал этого делать, решив в конце концов уважать конституционные процедуры формирования органов власти. «Франция ещё не готова» — объяснил он.

## Последствия мятежа
- Правительство Даладье пало под нажимом с улицы, несмотря на популярность самого Даладье, новое правительство сформировал французский политик и экс-президент Республики Гастон Думерг.
- В левом лагере произошла консолидация коммунистов, социалистов, профсоюзных активистов и социал-демократических сил, что соответствовало как выгоде левого лагеря в целом, так и директивам Сталина Коминтерну. При этом многие члены СФИО во время путча заняли выжидательную позицию.
- Произошла существенная радикализация в правом лагере, коснувшаяся в том числе депутатов парламента и представителей интеллигенции, «Патриотическая молодёжь» и «Французская солидарность» создали коалицию Национальный фронт.
- Было создано несколько антифашистских организаций, например, Comité de vigilance des intellectuels antifascistes.

Среди историков существуют значительные разногласия в том, были ли события 6 февраля фашистским путчем (или в другой интерпретации — если имел место путч, то был ли он фашистским), а также насколько осознанно различные правые группы хотели именно захвата политической власти и в какой степени они планировали нечто большее, чем просто антиправительственные демонстрации с беспорядками.